# Anoplodactylus bourboni
Anoplodactylus bourboni is een zeespin uit de familie Phoxichilidiidae. De soort behoort tot het geslacht Anoplodactylus. Anoplodactylus bourboni werd in 1990 voor het eerst wetenschappelijk beschreven door Muller. 